# Epiplatys chevalieri
Epiplatys chevalieri is een straalvinnige vissensoort uit de familie van de killivisjes (Nothobranchiidae). De wetenschappelijke naam van de soort is voor het eerst geldig gepubliceerd in 1904 door Jacques Pellegrin.
Deze soort werd verzameld op een wetenschappelijke en economische missie naar de Chari en het Tsjaadmeer onder leiding van Auguste Chevalier, naar wie ze is genoemd. De vindplaats is Brazzaville aan de rivier de Kongo.